# Utting am Ammersee
Utting am Ammersee (eller: Utting a.Ammersee) er en kommune i Landkreis Landsberg am Lech, Regierungsbezirk Oberbayern i den tyske delstat Bayern.

## Geografi
Utting ligger ved vestbredden af Ammersee, og ud over Utting, er der i kommunen, landsbyerne
Achselschwang og
Holzhausen

## Historie
I romertiden førte en bivej til Via Claudia Augusta forbi Utting.
I 1122 nævnes Utting første gang. I 1458 kom Utting under Kloster Andechs. Byen var en del af Kurfyrstedømmet Bayern og udgjorde en Hofmark, som havde sæde i Utting indtil sekulariseringen i 1803.
I Utting lå fra 1944 til evakueringen 22. April 1945 koncentrationslejren Lager V der Außenlagergruppe Landsberg/Kaufering der hørte under Dachau.